# 2014 Forest Hills Drive
2014 Forest Hills Drive es el tercer álbum de estudio del rapero estadounidense J. Cole. Fue lanzado el 9 de diciembre de 2014 por Roc Nation, Dreamville Records y Columbia Records.La grabación del álbum tomó cerca de un año, mientras que la producción de este fue principalmente manejado por el mismo J. Cole, en colaboración con otros productores como Illmind, Vinyl, Phoenix Beats y Willie B. Este trabajo fue anunciado tres semanas antes de su lanzamiento, y al principio tuvo un marketing muy limitado, sin la promoción de un sencillo en particular. El álbum contiene varios sencillos como: "Apparently", "Wet Dreamz", "No Role Modelz" y "Love Yourz
En 2014, Forest Hills Drive recibió en general comentarios positivos por parte de los críticos, quienes admiraron su concepto ambicioso, su producción y la composición de sus letras. El álbum debutó en el puesto número uno del US Billboard 200, vendiendo 353,000 copias en su primera semana. Fue nominado al Grammy en las categorías Mejor Álbum de Rap y mejor Interpretación Rap por "Apparently". Ganó la nominación de Álbum del Año de los 2015 BET Hip Hop Awards, y la categoría Top Rap Álbum de los 2015 Billboard Music Awards. Desde septiembre de 2015, el álbum ha vendido un millón de copias en los Estados Unidos, esto convirtió a 2014 Forest Hills Drive en el primer álbum de J. Cole con un millón de ventas en el país. El álbum fue certificado con doble platino por la Asociación de Industria del Registro de América (RIAA) en octubre de 2016.

## Antecedentes
El título del álbum es la dirección de la casa de infancia de Cole en Fayetteville, Carolina del Norte, donde vivía con su madre, su hermano y su padrastro. En 2003, después de que Cole se graduara de la escuela secundaria, esta fue embargada mientras él atendía a la Universidad de St. John en Nueva York. En 2014, el rapero recompró la vivienda. Es en esa casa donde él escribió algunos de sus primeros raps, y concibió la posibilidad de iniciar una carrera como músico. 2014 Forest Hills Drive narra la historia de Cole al dejar su ciudad natal en Carolina del Norte, y trasladarse a la ciudad de Nueva York a perseguir sus sueños; allí cuenta cómo batalla con la difícil transición que estuvo dispuesto a pasar para encontrar su éxito y fama dentro de la industria musical. La mayor parte de la niñez de Cole implicó estar frecuentemente mudándose de un lugar a otro, mientras su madre intentaba lidiar con esa situación. Cole ahora planeaba permitir a una nueva familia mudarse a aquella casa, que una vez él llamó hogar por un precio de alquiler extremadamente barato, con la esperanza de que ellos encontraran la misma familiaridad que él pudo gozar.

## Grabación y producción
El 15 de agosto de 2014, Cole lanzó la canción "Be Free", como respuesta al tiroteo de Michael Brown en Ferguson, Misuri. En una entrevista con el programa de radio Microphone Check de NPR, Cole reveló que la canción fue grabada la misma semana que grabó la canción "Intro" de 2014 Forest Hills Drive, pero nunca fue pensada para el álbum. En septiembre de 2014, durante una entrevista con HipHopDX, el gerente de Bone Thugs-n-Harmony, Steve Lobel, reveló que Krayzie Bone y Bizzy Bone grabaron una canción con Cole para el álbum, aunque la canción nunca llegó al corte final. La producción del álbum fue manejada principalmente por J. Cole, junto con sus productores invitados, los cuales incluían al productor interno de Dreamville, Ron Gilmore, además del DJ Dahi, Illmind, Willie B, Phonix Beats, Vinylz y Pop Wansel, con producción adicional proporcionada por Cardiak. y CritaCal, entre otros.

## Lanzamiento y promoción
El 16 de noviembre de 2014, Cole subió un vídeo tráiler, donde anunció que lanzaría su tercer álbum titulado 2014 Forest Hills Drive el 9 de diciembre del mismo año. En el vídeo también presentó imágenes sobre la creación del álbum. Siendo que, se reveló que el nombre del álbum era la dirección de la casa de infancia de Cole en Fayetteville, Carolina del Norte. Además, Cole hizo una sesión de escucha en su casa, donde invitó a un grupo selecto de fanáticos para que escuchasen el álbum.
El 13 de febrero de 2015, Cole anunció que promovería aún más el álbum con una gira llamada Forest Hills Drive. La gira se dividió en tres actos diferentes: "Act 1: Ciudad natal", "Act 2: El viaje" y el "Act 3: Hollywood". El Act 1 comenzó el 2 de marzo de 2015 en Eugene, Oregón y finalizó el 7 de abril de 2015 en Providence, Rhode Island, y contó con artistas de Dreamville como Bas, Cozz y Omen, que también sirvieron como actos de apoyo en el Act 2 y 3. El Act 2 comenzó el 30 de abril de 2015 en Zürich, Suiza y finalizó el 18 de mayo de 2015 en Londres, Inglaterra, y contó con Jhené Aiko y Pusha T. El Act 3 fue el tramo más largo de la gira, comenzó el 12 de julio de 2015, en Seattle, Washington y terminó el 29 de agosto de 2015, en la ciudad natal de Cole, Fayetteville, Carolina del Norte, y contó con Big Sean, YG y Jeremih. Cole llevó a Drake y Jay-Z a tocar en el último show en Fayetteville, Carolina del Norte. La gira vendió más de 570,000 boletos en todo el mundo y recaudó $ 20.4 millones.

## Sencillos
El 9 de diciembre de 2014, el sencillo "Apparently" fue lanzado a la radio urbana estadounidense como el primer sencillo promocional del álbum. Ese mismo día, Cole lanzó el vídeo musical de "Apparently". El tema alcanzó el puesto número 58 del US Billboard Hot 100 y fue nominada a Mejor Interpretación Rap en la celebración 58º de los Premios Grammy. "Apparently" también fue nominada para los The Ashford & Simpson Songwriter's Award, los Soul Train Music Awards y los BET Hip Hop Awards.
El segundo sencillo del álbum, "Wet Dreamz", fue lanzado a la radio rítmica estadounidense el 14 de abril de 2015. El vídeo musical de "Wet Dreamz" fue lanzado el 21 de abril. La canción alcanzó el puesto número 61 del US Billboard Hot 100. El 16 de junio de 2016, la Asociación de la Industria Discográfica de América (RIAA) certificó a "Wet Dreamz" con disco de platino.
El tercer sencillo del álbum, "No Role Modelz", fue lanzado a las estaciones de radio urbanas y rítmicas el 4 de agosto de 2015. La canción alcanzó el puesto número 36 del US Billboard Hot 100. Siendo que la canción fue certificada con un disco de platino por la Asociación de la Industria de la Grabación de América (RIAA) el 18 de mayo de 2016.
Cole lanzó en vivo  el vídeo musical de "Love Yourz" el 28 de enero de 2016, este vídeo musical fue filmado durante su gira Forest Hills Drive, y el 27 de febrero de 2016, se lanzó "Love Yourz" como el cuarto y último single del álbum. La canción ganó el Impact Track en los BET Hip Hop Adwards del 2016. "Love Yourz" llegó al puesto número 34 de Los Mejores Sencillos en Twitter de los Estados Unidos el 13 de febrero de 2016. La canción alcanzó su punto máximo en el puesto número 25 del US R&B/Hip-Hop Airplay.

### Otros sencillos
El 5 de diciembre de 2014, Cole lanzó un vídeo musical para la canción "Intro". El 13 de diciembre de 2014, el rapero Waka Flocka Flame lanzó un freestyle de la canción "Fire Squad". El 23 de marzo de 2015, se lanzó un vídeo musical para "G.O.M.D." El 27 de noviembre de 2015, por la celebración del Black Friday, Cole y el rapero Kendrick Lamar lanzaron dos temas separados, ambos titulados "Black Friday". Lamar remezcló la canción "A Tale of 2 Citiez" de J. Cole, mientras que Cole hizo lo mismo con "Alright" de Kendrick Lamar de su álbum de estudio To Pimp a Butterfly. Los raperos Styles P y Juicy J también lanzaron sus respectivos freestyles de "A Tale of 2 Citiez".

## Recepción crítica
2014 Forest Hills Drive recibió generalmente críticas positivas. En Metacritic, el cual asigna un índice normalizado sobre 100, el álbum recibió una puntuación mediana de 67, basada en 17 revisiones. Erin Lowers de Exclaim!, dijo: "Él brilla por si solo, sin ninguna colaboración, manteniéndose fuerte, se entrega y lleva su historia al frente. A la vez, puede que no sea un Late Registration, pero definitivamente se ha graduado en su propia clase". Andre Grant de HipHopDX declaró: "Es menos artístico de lo que significa ser, pero es más cierto que cualquier cosa que haya hecho alguna vez. Su narrativa, los tropos y las estrategias se ven completamente superados por la aterradora integridad del álbum". David Jeffries de AllMusic dijo, "2014 Forest Hills Drive se ve como un gran mixtape experimental y avanzado, pero tiene internamente una falla, por muy leve que esta sea''.
Jesal "Jay Soul" Padania de RapReviews.com dijo: "Se le ha concedido una rara libertad artística en 2014 Forest Hills Drive, así que es genial que esté más o menos entregado por si solo al álbum. Definitivamente, esto lo pierde en territorio clásico, eso no significa que no sea un gran álbum en su mayor parte". David Turner, de Rolling Stone, dijo: "Habla algunas verdades incisivas sobre clase, raza ("Fire Squad") y relaciones ("Wet Dreamz"), pero esas ideas con demasiada frecuencia son socavadas por el humor craso. La producción también se queda corta, con ritmos sordos para que coincida con su flujo lánguido". Jason Gubbels de Spin dijo: "El agudo sentido de injusticia de Cole se registra a lo largo de 2014 Forest Hills Drive, ya sea escupiendo a los artistas blancos por el robo artístico o escandalizado sobre los medios nacionales que encasillan a destacados afroamericanos en deportes o pop de vez en cuando... Pero la ausencia de "Be Free" le resta valor. A menos que seas el tipo de espectador que se sienta pacientemente a través de los títulos finales, siéntete libre de escaparte con "Note to Self" un poco antes y dirígete a SoundCloud''.

### Reconocimientos
| Publicación      | Reconocimiento                                           | Rango | Año  | Ref.   |
| ---------------- | -------------------------------------------------------- | ----- | ---- | ------ |
| Associated Press | Associated Press Top Álbumes del 2014                    | 2     | 2014 |        |
| Billboard        | Los 10 Mejores Álbumes del 2014                          | 3     | 2014 |        |
| El Boombox       | Los 10 Mejores Álbumes de Hip-Hop del 2014               | 4     | 2014 | [ 26 ] |
| Complex          | Los 50 Mejores Álbumes del 2014                          | 4     | 2014 | [ 27 ] |
| Cuepoint         | Mis Álbumes Favoritos de Hip-Hop del 2014                | 9     | 2014 |        |
| HipHopDX         | HipHopDX Top 25 Álbumes del 2014                         |       | 2014 | [ 29 ] |
| HuffPost         | Los 23 Mejores Álbumes del 2014                          |       | 2014 | [ 30 ] |
| HotNewHipHop     | Hottest Álbumes del 2014                                 | 2     | 2014 | [ 31 ] |
| XXL              | Los 14 Mejores Álbumes de Hip-Hop del 2014               |       | 2014 | [ 32 ] |
| XXL              | Los 50 Grandiosos Álbumes de Raperos con Fluidez Poética |       | 2016 | [ 33 ] |

### Premios
| Año  | Ceremonia              | Categoría                  | Resultado |
| ---- | ---------------------- | -------------------------- | --------- |
| 2015 | BET Hip Hop Awards     | Álbum del Año              | Ganador   |
| 2015 | Billboard Music Awards | Top Álbum de Rap           | Ganador   |
| 2015 | American Music Awards  | Mejor Álbum de Rap/Hip Hop | Nominado  |
| 2016 | 58th Grammy Awards     | Mejor Álbum de Rap         | Nominado  |

## Rendimiento comercial
El álbum debutó en el número uno del US Billboard 200, vendiendo un total de 371,000 copias, con 353,000 copias que consistían en ventas de álbumes enteros y las 17,000 copias restantes determinadas con base en ventas de canciones individuales y datos de transmisión.
2014 Forest Hills Drive se convirtió en el álbum más vendido de la carrera de J. Cole, superando las ventas de su segundo álbum, Born Sinner (2013). Además de las ventas del álbum que derribaron proyecciones tempranas en más de 100,000 copias, 2014 Forest Hills Drive también rompió el récord de One Direction para la mayoría de las transmisiones de álbumes en Spotify, transmitiéndose más de 15.7 millones de veces en su primera semana, en comparación con las 11.5 millones de transmisiones de One Direction. Drake más tarde rompió este récord con 17,3 millones de secuencias para su mixtape If You're Reading This It's Too Late. En su segunda semana, el álbum vendió 135,000 copias más.
J. Cole se convirtió en uno de los únicos seis raperos en llegar al número uno con sus primeros tres álbumes de estudio de larga duración, al igual que otros como Drake, Rick Ross, Nelly, DMX y Snoop Dogg. En octubre de 2016, la Asociación de la Industria de la Grabación de América (RIAA) certificó el álbum con doble disco de Platino por las ventas combinadas, transmisión y ventas de seguimiento equivalentes a dos millones de unidades. A partir de diciembre de 2016, el álbum ha vendido 1,240,000 copias en los Estados Unidos.

## Lista de canciones
| 2014 Forest Hills Drive track listing |                      |              |          |  |
| N.º                                   | Título               | Producer(s)  | Duración |  |
| 1.                                    | «Intro»              | J. Cole      | 2:09     |  |
| 2.                                    | «January 28th»       | Cole         | 4:02     |  |
| 3.                                    | «Wet Dreamz»         | Cole         | 3:59     |  |
| 4.                                    | «03' Adolescence»    | Willie B     | 4:24     |  |
| 5.                                    | «A Tale of 2 Citiez» | Vinylz       | 4:29     |  |
| 6.                                    | «Fire Squad»         | Cole         | 4:48     |  |
| 7.                                    | «St. Tropez»         | Cole         | 4:17     |  |
| 8.                                    | «G.O.M.D.»           | Cole         | 5:01     |  |
| 9.                                    | «No Role Modelz»     | Phonix Beats | 4:52     |  |
| 10.                                   | «Hello»              | Cole         | 3:39     |  |
| 11.                                   | «Apparently»         | Cole         | 4:53     |  |
| 12.                                   | «Love Yourz»         | Illmind      | 3:31     |  |
| 13.                                   | «Note to Self»       | Cole         | 14:35    |  |

Notas
- "January 28th" contiene voces adicionales de Kaye Fox
- "A Tale of 2 Citiez" contiene voces adicionales de Kaye Zorro, T.S. Rose DeSandies y Yolanda Reneee
- "St. Tropez" contiene voces adicionales de T.S. Rose DeSandies
- "No Role Modelz" contiene voces adicionales de Kaye Zorro
- "Hello" contiene voces adicionales de Kaye Zorro
- "Note to Self" contiene voces adicionales T.S. Rose DeSandies y Yolanda Renee

Créditos de samples
- "January 28th" contiene una muestra de "Sky Restaurant" escrito por Yumi Arai y Kunihiko Murai, e interpretado por Hi-Fi Set.
- "Wet Dreamz" contiene una muestra de "Mariya" escrito por Charles Simmons, e interpretado por Family Circle, y muestras de  "Impeach the President" escrito por Roy Hammond, e interpretado por The Honey Drippers
- "03' Adolescence" contiene una muestra de "Here's That Rainy Day" escrito por Johnny Burke y Jimmy Van Heuse, e interpretado por Sonia Rosa y Yuji Ono.
- "Fire Squad" contiene una muestra de "Heart Breaker" escrito por Mark Farner, e interpretado por Aguaturbia.
- "St. Tropez" contiene una muestra de "That's All Right With Me" escrito por Mayfield Small, y actuado por Esther Phillips, y muestras de "Sister Sanctified" interpretada por Stanley Turrentine y Milt Jackson, y contiene una interpolación de "Hollywood" escrito por Andre Fischer y Dave Wolinski, e interpretado por Rufus y Chaka Khan.
- "G.O.M.D." contiene unas porciones de "Get Low" escrito por Deongelo Holmes, Eric Jackson y Jonathan Smith, e interpretado por Lil Jon & the East Side Boyz con Ying Yang Twins y muestras de "Berta, Berta" escrita por Delroy Andrews, e interpretada por Branford Marsalis.
- "No Role Modelz" contiene una muestra de "Don't Save Her" escrito por Marvin Whitemon, Paul Beauregard, Jordan Houston, Tenina Stevens, Earl Stevens, Dannell Stevens y Brandt Jones, e interpretado por Proyecto Pat.
- "Apparently" contiene una muestra de "La Morte Dell'ermina" escrito e interpretado por Filippo Trecca, y muestras de "CB#5" escrito e interpretado por Carlos Bess.

## Personal
Los créditos para 2014 Forest Hills Drive adaptados de AllMusic en inglés.
- Jermaine Cole – artista principal, productor
- Mark Pitts – productor ejecutivo
- Ramón Ibanga, Jr. – productor
- Anderson Hernández – productor
- William "Willie B" Brown – productor
- Pop Wansel – productor
- Darius Barnes – productor
- Ronald Gilmore – producción adicional, bajista, tecladista, productor
- Jproof – productor
- Nate Jones – bajista
- David Linaburg – guitarrista
- Nate Alford – ingeniero de sonido
- Travis Antoine – trompetista
- Anthony Blasko – fotógrafo
- Felton Brown – dirección de arte, diseñador gráfico
- Johnny Burke – compositor
- James Casey – saxofonista
- Chargaux – arpista
- Jeremy Cimino – asistente de ingeniería
- Damone Coleman – samplista
- Jero "Mez" Davis – ingeniería de sonido, mezclador
- T.S. Rose Desandies – voz (coros)
- DJ Dahi – ritmista
- Dreamville Records – productor ejecutivo
- Kaye Fox – voz (coros)
- Julius Garcia – coordinación de A&R
- Ibrahim Hamad – A&R
- James Van Heusen – compositor
- Jeff Gitelman – guitarrista
- Mwango "MK" Kasote – A&R
- Justin Thomas Kay – dirección de arte, diseñador gráfico
- Sean Kellett – asistente de ingeniería
- Raphael Lee – arpista
- Nuno Malo – arpista
- Jack Mason – ingeniería de sonido
- Camille Mathews – mánager de producción
- Carl McCormick – compositor, instrumentalización
- Nervous Reck – samplista
- Nelly Ortiz – mánager de producción
- April Pope – mánager de producción
- Calvin Price – compositor, instrumentalización
- Yolanda Renee – voz (coros)
- Roc Nation – productor ejecutivo
- James Rodgers – bajista
- Adam Rodney – director creativo
- Team Titans – producción adicional
- Andre "Dré Charles" Thomas – producción adicional
- Timothy "Nick Paradise" Thomas – producción adicional